# Teluk Sono
Teluk Sono is een bestuurslaag in het regentschap Rokan Hulu van de provincie Riau, Indonesië. Teluk Sono telt 1988 inwoners (volkstelling 2010).